# 烏克蘭人民運動
烏克蘭人民運動（羅馬化：Narodnyi Rukh Ukrainy）是烏克蘭的一个政党。現任領導人為鮑利斯·塔拉修克。
該黨目前是歐洲人民黨觀察員。
在2007年9月30日舉行的議會選舉中，該黨屬於我們的烏克蘭－人民自衛聯盟，聯盟共贏得450席中的72席。

## 歷史
烏克蘭人民運動成立於1989年，這可能是時任蘇聯共產黨中央委員會總書記戈巴契夫實行開放政策所影響。該組織由烏克蘭異議分子所組成。其中，最為知名的是維亞切斯拉夫·喬爾諾維爾。起初，該運動的目的是要支持戈巴契夫的改革，之後烏克蘭人民運動協助進行烏克蘭蘇維埃社會主義共和國的獨立公投。在蘇聯統治期間，該組織成員一直受到恐嚇及威脅。
該組織的支持者主要集中在西烏克蘭。

## 選舉表現
1998年議會選舉，該黨得票率9%，拿下46席。2002年議會選舉，該黨參加維克多·尤先科的我們的烏克蘭聯盟。目前該黨是我們的烏克蘭－人民自衛聯盟成員，在聯盟中屬於右派。2006年議會選舉，該黨再次加入我們的烏克蘭－人民自衛聯盟。烏克蘭人民運動拿下13席。

## 外部連結
- （英文） 組織歷史